# Дискографія The Human League
Дискографія британського синт-поп-гурту The Human League налічує 9 студійних альбомів, 8 міні-альбомів, 30 синглів, 4 відеоальбоми, 1 концертний альбом, 10 збірок.
Дебютний сингл «Being Boiled» з'явився 1978 року, а їхній перший альбом Reproduction — вийшов у 1979 році.
Однак релізи «Empire State Human», Holiday '80 і Travelogue принесли гурту популярність, а найбільш продаваним диском колективу став Dare, який очолив британський, новозеландський і шведський чарти в 1981 році. Британська асоціація виробників фонограм присвоїла йому триразовий платиновий статус, Канадська асоціація звукозаписних компаній — платиновий, а Американська асоціація звукозаписних компаній — золотий. Загалом було продано понад 5 мільйонів примірників альбому. Сингли «Love Action (I Believe in Love)», «Open Your Heart» потрапили в найкращу десятку у Великій Британії, а «don't You Want Me» очолив британський чарт синглів і американський Billboard Hot 100. Сингли «(Keep Feeling) Fascination» і «Mirror Man» дісталися другого рядка в британському чарті.
Наступні релізи The Human League — Hysteria (1984) і Crash (1986) були менш успішними в комерційному плані, однак сингл «Human» з диску Crash очолив американський хіт-парад і канадський чарт синглів. Крім того, «Human» був сертифікований Канадською асоціацією звукозаписних компаній як золотий. Hysteria і Crash були продані тиражем 2 мільйони копій. Видана 1988 року збірка найкращих пісень гурту Greatest Hits посіла 3-тє місце у Великій Британії, і там же отримала платиновий статус. Диск 1990 року Romantic? не був успішний, і продавався гірше за попередні, але виданий в 1995 році альбом Octopus був проданий тиражем в 80 000 копій у Великій Британії, і посів шосте місце в британському чарті. Видані пізніше альбоми Secrets (2001) і Credo (2011) не змогли досягти успіху своїх попередників, тому збірка 2003 року The Very Best of The Human League залишається останнім успішним релізом колективу. Загалом The Human League продали понад 20 мільйонів своїх записів.

## Студійні альбоми
| Рік                                               | Подробиці                                                                                    | Найвищі місця в чартах | Найвищі місця в чартах | Найвищі місця в чартах | Найвищі місця в чартах | Найвищі місця в чартах | Найвищі місця в чартах | Найвищі місця в чартах | Найвищі місця в чартах | Найвищі місця в чартах | Найвищі місця в чартах | Найвищі місця в чартах | Найвищі місця в чартах | Найвищі місця в чартах | Найвищі місця в чартах | Найвищі місця в чартах | Найвищі місця в чартах | Найвищі місця в чартах | Сертифікації                        |
| Рік                                               | Подробиці                                                                                    | ВЕЛ                    | АВС                    | АВТ                    | БЕЛ                    | НІМ                    | ДАН                    | ІЗР                    | ІТА                    | КАН                    | НІД                    | НОЗ                    | НОР                    | ПОР                    | США                    | ФРА                    | ШВА                    | ШВЕ                    | Сертифікації                        |
| ------------------------------------------------- | -------------------------------------------------------------------------------------------- | ---------------------- | ---------------------- | ---------------------- | ---------------------- | ---------------------- | ---------------------- | ---------------------- | ---------------------- | ---------------------- | ---------------------- | ---------------------- | ---------------------- | ---------------------- | ---------------------- | ---------------------- | ---------------------- | ---------------------- | ----------------------------------- |
| 1979                                              | Reproduction - Вихід: Жовтень - Лейбл: Virgin - Формати: LP, CS, CD                          | 34                     | —                      | —                      | —                      | —                      | —                      | —                      | —                      | —                      | —                      | —                      | —                      | —                      | —                      | —                      | —                      | —                      | :Золотий                            |
| 1980                                              | Travelogue - Вихід: 23 травня - Лейбл: Virgin - Формати: LP, CS, CD                          | 16                     | —                      | —                      | —                      | —                      | —                      | —                      | —                      | —                      | —                      | —                      | —                      | —                      | —                      | —                      | —                      | —                      | :Золотий                            |
| 1981                                              | Dare - Вихід: 16 жовтня - Лейбл: Virgin - Формати: LP, CS, CD, SACD                          | 1                      | 3                      | —                      | —                      | 19                     | 8                      | 9                      | 15                     | 1                      | 11                     | 1                      | 6                      | 2                      | —                      | 5                      | —                      | 1                      | :3x платиновый :Платиновый :Золотий |
| 1984                                              | Hysteria - Вихід: 7 травня - Лейбл: Virgin - Формати: LP, CS, CD                             | 3                      | —                      | —                      | —                      | 44                     | —                      | —                      | —                      | 43                     | 16                     | 9                      | —                      | —                      | —                      | —                      | —                      | 6                      | :Золотий                            |
| 1986                                              | Crash - Вихід: 8 вересня - Лейбл: Virgin - Формати: LP, CS, CD                               | 7                      | —                      | —                      | —                      | 14                     | —                      | —                      | —                      | 25                     | 40                     | 33                     | —                      | —                      | 24                     | —                      | —                      | 32                     | :Золотий                            |
| 1990                                              | Romantic? - Вихід: 23 вересня - Лейбл: Virgin - Формати: LP, CS, CD                          | 24                     | —                      | —                      | —                      | —                      | —                      | —                      | —                      | —                      | —                      | —                      | —                      | —                      | —                      | —                      | —                      | —                      |                                     |
| 1995                                              | Octopus - Вихід: 23 січня - Лейбл: EastWest - Формати: LP, CS, CD                            | 6                      | —                      | —                      | —                      | 76                     | —                      | —                      | —                      | —                      | —                      | —                      | —                      | —                      | —                      | —                      | —                      | —                      | :Золотий                            |
| 2001                                              | Secrets - Вихід: 6 серпня - Лейбл: Papillon Records - Формати: CD, CS                        | 44                     | —                      | —                      | —                      | 64                     | —                      | —                      | —                      | —                      | —                      | —                      | —                      | —                      | —                      | —                      | —                      | —                      |                                     |
| 2011                                              | Credo - Вихід: 21 березня - Лейбли: Wall of Sound PIAS Entertainment Group - Формати: LP, CD | 44                     | —                      | —                      | 85                     | 57                     | —                      | —                      | —                      | —                      | —                      | —                      | —                      | —                      | —                      | —                      | —                      | —                      |                                     |
| «—» ставиться, якщо альбом не потрапив до в чарту |                                                                                              |                        |                        |                        |                        |                        |                        |                        |                        |                        |                        |                        |                        |                        |                        |                        |                        |                        |                                     |

## Збірки
| 1988                                              | Greatest Hits - Вихід: 31 жовтня - Лейбл: Virgin - Формати: LP, CS, CD                           | 3  | — | — | — | 48 | — | — | — | — | :2х Платиновий |
| 1995                                              | Greatest Hits (перевидання) - Вихід: Листопад - Лейбл: Virgin - Формат: CD                       | 28 | — | — | — | —  | — | — | — | — | :Золотий       |
| 1996                                              | Soundtrack to a Generation - Вихід: 30 липня - Лейбл: Disky - Формат: CD                         | —  | — | — | — | —  | — | — | — | — |                |
| 1997                                              | The Best of The Human League - Вихід: - Лейбл: Virgin - Формат: CD                               | —  | — | — | — | —  | — | — | — | — | :Срібний       |
| 1998                                              | The Very Best of The Human League - Вихід: Липень - Лейбл: Ark 21 Records - Формат: CD           | —  | — | — | — | —  | — | — | — | — |                |
| 2002                                              | Dare/Love and Dancing - Вихід: - Лейбл: Virgin - Формат: CD                                      | —  | — | — | — | —  | — | — | — | — |                |
| 2003                                              | The Very Best of The Human League (перевидання) - Вихід: 15 вересня - Лейбл: Virgin - Формат: CD | 24 | — | — | — | —  | — | — | — | — | :Срібний       |
| 2003                                              | Crash/Dare - Вихід: - Лейбл: Virgin - Формат: CD                                                 | —  | — | — | — | —  | — | — | — | — |                |
| 2008                                              | The Things That Dreams Are Made Of - Вихід: - Лейбли: Hooj Choons, No Future - Формати: CD, ЦД   | —  | — | — | — | —  | — | — | — | — |                |
| 2011                                              | Essential - Вихід: 31 жовтня - Лейбл: EMI - Формат: CD                                           | —  | — | — | — | —  | — | — | — | — |                |
| 2012                                              | Greatest Hits On CD & DVD - Вихід: 24 серпня - Лейбл: EMI - Формати: CD + DVD                    | —  | — | — | — | —  | — | — | — | — |                |
| 2013                                              | All the Best - Вихід: 5 березня - Лейбл: EMI - Формат: CD                                        | —  | — | — | — | —  | — | — | — | — |                |
| 2013                                              | Gold - Вихід: З грудня - Лейбл: Universal - Формат: CD                                           | —  | — | — | — | —  | — | — | — | — |                |
| «—» ставиться, якщо альбом не потрапив до в чарту |                                                                                                  |    |   |   |   |    |   |   |   |   |                |

## Концертні альбоми і альбоми реміксів
| 2005                                              | Live at the Dome - Вихід: 23 серпня - Лейбл: Secret Records - Формати: CD (+DVD) - Примітка: концертний альбом | — | — | — | — | — | — | — | — | — |
| 2005                                              | Original Remixes and Rarities - Вихід: Листопад - Лейбл: Virgin - Формат: CD - Примітка: альбом реміксів       | — | — | — | — | — | — | — | — | — |
| «—» ставиться, якщо альбом не потрапив до в чарту | |   |   |   |   |   |   |   |   |   |

## Міні-альбоми
| 1979                                              | Dignity of Labour Pts. 1 — 4 - Вихід: Квітень - Лейбл: Fast Product - Формат: LP | — | — | — | —  | — | — | — | — | — | — |
| 1980                                              | Holiday '80 - Вихід: Квітень - Лейбл: Virgin - Формат: LP                        | — | — | — | —  | — | — | — | — | — | — |
| 1983                                              | Fascination! - Вихід: - Лейбл: Virgin - Формати: LP, ЦД, CS                      | — | — | — | 40 | — | — | — | — | — | — |
| 2003                                              | Remixes (Part 1) - Вихід: - Лейбл: Virgin - Формат: LP                           | — | — | — | —  | — | — | — | — | — | — |
| 2003                                              | Remixes (Part 2) - Вихід: - Лейбл: Virgin - Формат: LP                           | — | — | — | —  | — | — | — | — | — | — |
| 2003                                              | Remixes (Part 3) - Вихід: 19 травня - Лейбл: Virgin - Формат: LP                 | — | — | — | —  | — | — | — | — | — | — |
| 2003                                              | Remixes (Part 4) - Вихід: 5 травня - Лейбл: Virgin - Формат: LP                  | — | — | — | —  | — | — | — | — | — | — |
| 2003                                              | Remixes (Part 5) - Вихід: - Лейбл: Virgin - Формат: LP                           | — | — | — | —  | — | — | — | — | — | — |
| «—» ставиться, якщо альбом не потрапив до в чарту |                                                                                  |   |   |   |    |   |   |   |   |   |   |

## Відеоальбоми
| 1983                                              | Video Single - Вихід: Серпень - Лейбл: Virgin - Формат: VHS                         | — | — | — | — | — | — | — | — | — |
| 1988                                              | Greatest Hits - Вихід: Листопад - Лейбли: Virgin, PolyGram - Формат: VHS            | — | — | — | — | — | — | — | — | — |
| 2003                                              | The Very Best of The Human League - Вихід: 29 вересня - Лейбл: Virgin - Формат: DVD | — | — | — | — | — | — | — | — | — |
| 2004                                              | Live at the Dome - Вихід: Листопад - Лейбл: Secret Films - Формат: DVD              | — | — | — | — | — | — | — | — | — |
| «—» ставиться, якщо альбом не потрапив до в чарту |                                                                                     |   |   |   |   |   |   |   |   |   |

## Сингли
| Рік                                            | Назва                                | Найвищі місця в чартах | Найвищі місця в чартах | Найвищі місця в чартах | Найвищі місця в чартах | Найвищі місця в чартах | Найвищі місця в чартах | Найвищі місця в чартах | Найвищі місця в чартах | Найвищі місця в чартах | Найвищі місця в чартах | Найвищі місця в чартах | Найвищі місця в чартах | Найвищі місця в чартах | Найвищі місця в чартах | Найвищі місця в чартах | Найвищі місця в чартах | Найвищі місця в чартах | Найвищі місця в чартах | Сертифікації         |
| Рік                                            | Назва                                | ВЕЛ                    | АВС                    | АВТ                    | БЕЛ                    | НІМ                    | ІЗР                    | ІРЯ                    | ІСП                    | ІТА                    | КАН                    | НІД                    | НОЗ                    | НОР                    | США                    | ФРА                    | ШВА                    | ШВЕ                    | ПІВ                    | Сертифікації         |
| ---------------------------------------------- | ------------------------------------ | ---------------------- | ---------------------- | ---------------------- | ---------------------- | ---------------------- | ---------------------- | ---------------------- | ---------------------- | ---------------------- | ---------------------- | ---------------------- | ---------------------- | ---------------------- | ---------------------- | ---------------------- | ---------------------- | ---------------------- | ---------------------- | -------------------- |
| 1978                                           | «Being Boiled/Circus of Death»       | 6                      | —                      | 17                     | —                      | 6                      | —                      | 10                     | —                      | —                      | —                      | —                      | —                      | —                      | —                      | —                      | —                      | —                      | —                      |                      |
| 1979                                           | «Empire State Human»                 | 62                     | —                      | —                      | —                      | —                      | —                      | —                      | —                      | —                      | —                      | —                      | —                      | —                      | —                      | —                      | —                      | —                      | —                      |                      |
| 1980                                           | «Only After Dark»                    | —                      | —                      | —                      | —                      | —                      | —                      | —                      | —                      | —                      | —                      | —                      | —                      | —                      | —                      | —                      | —                      | —                      | —                      |                      |
| 1980                                           | «Holiday '80»                        | 56                     | —                      | —                      | —                      | —                      | —                      | —                      | —                      | —                      | —                      | —                      | —                      | —                      | —                      | —                      | —                      | —                      | —                      |                      |
| 1980                                           | «Rock'n'Roll»                        | —                      | —                      | —                      | —                      | —                      | —                      | —                      | —                      | —                      | —                      | —                      | —                      | —                      | —                      | —                      | —                      | —                      | —                      |                      |
| 1981                                           | «Boys and Girls»                     | 48                     | —                      | —                      | —                      | —                      | —                      | —                      | —                      | —                      | —                      | —                      | —                      | —                      | —                      | —                      | —                      | —                      | —                      |                      |
| 1981                                           | «The Sound of the Crowd»             | 12                     | —                      | —                      | —                      | —                      | —                      | 22                     | —                      | —                      | —                      | —                      | —                      | —                      | —                      | —                      | —                      | —                      | —                      |                      |
| 1981                                           | «Love Action (I Believe in Love)»    | 3                      | 12                     | —                      | —                      | —                      | —                      | 11                     | —                      | —                      | —                      | —                      | 21                     | —                      | —                      | —                      | —                      | —                      | —                      | :Срібний :Золотий    |
| 1981                                           | «Open Your Heart»                    | 6                      | —                      | —                      | 12                     | —                      | —                      | 8                      | —                      | —                      | —                      | 20                     | 43                     | —                      | —                      | —                      | —                      | —                      | —                      | :Срібний             |
| 1981                                           | «Don't You Want Me»                  | 1                      | 5                      | —                      | 1                      | 5                      | 2                      | 1                      | 3                      | 15                     | 1                      | 6                      | 1                      | 1                      | 1                      | 13                     | 4                      | 3                      | 2                      | :Платиновый :Золотий |
| 1982                                           | «The Things That Dreams Are Made Of» | —                      | —                      | —                      | —                      | —                      | —                      | —                      | —                      | —                      | —                      | —                      | —                      | —                      | —                      | —                      | —                      | —                      | —                      |                      |
| 1982                                           | «Mirror Man»                         | 2                      | 4                      | —                      | 17                     | 49                     | —                      | 1                      | —                      | —                      | 7                      | 31                     | 23                     | —                      | 30                     | 84                     | —                      | 19                     | 19                     | :Срібний             |
| 1983                                           | «(Keep Feeling) Fascination»         | 2                      | —                      | —                      | 24                     | —                      | —                      | 2                      | —                      | —                      | 13                     | —                      | 3                      | —                      | 8                      | —                      | —                      | 18                     | 16                     | :Срібний :Золотий    |
| 1984                                           | «The Lebanon»                        | 11                     | —                      | —                      | 16                     | —                      | —                      | 4                      | —                      | —                      | 78                     | 18                     | 13                     | —                      | 64                     | —                      | —                      | —                      | —                      |                      |
| 1984                                           | «Life on Your Own»                   | 16                     | —                      | —                      | —                      | —                      | —                      | 15                     | —                      | —                      | —                      | —                      | 45                     | —                      | —                      | —                      | —                      | —                      | —                      |                      |
| 1984                                           | «Louise»                             | 13                     | —                      | —                      | —                      | —                      | —                      | 7                      | —                      | —                      | —                      | —                      | —                      | —                      | —                      | —                      | —                      | —                      | —                      |                      |
| 1986                                           | «Human»                              | 8                      | —                      | —                      | 11                     | 5                      | —                      | 5                      | —                      | 17                     | 1                      | 16                     | 4                      | —                      | 1                      | 77                     | 25                     | —                      | 9                      | :Золотий             |
| 1986                                           | «I Need Your Loving»                 | 72                     | —                      | —                      | 29                     | —                      | —                      | —                      | —                      | —                      | 67                     | —                      | —                      | —                      | 44                     | —                      | —                      | —                      | —                      |                      |
| 1986                                           | «Love Is All That Matters»           | 41                     | —                      | —                      | —                      | —                      | —                      | 27                     | —                      | —                      | —                      | —                      | —                      | —                      | —                      | —                      | —                      | —                      | —                      |                      |
| 1990                                           | «Heart Like a Wheel»                 | 29                     | —                      | —                      | —                      | 36                     | —                      | —                      | —                      | 37                     | 43                     | —                      | —                      | —                      | 32                     | —                      | —                      | —                      | —                      |                      |
| 1990                                           | «Soundtrack to a Generation»         | 77                     | —                      | —                      | —                      | —                      | —                      | —                      | —                      | —                      | —                      | —                      | —                      | —                      | —                      | —                      | —                      | —                      | —                      |                      |
| 1994                                           | «Tell Me When»                       | 6                      | —                      | —                      | 21                     | 53                     | —                      | 9                      | —                      | —                      | 17                     | —                      | 47                     | —                      | 31                     | —                      | —                      | —                      | —                      |                      |
| 1995                                           | «One Man in My Heart»                | 13                     | —                      | —                      | —                      | 90                     | —                      | 29                     | —                      | —                      | —                      | —                      | —                      | —                      | —                      | —                      | —                      | —                      | —                      |                      |
| 1995                                           | «Filling Up with Heaven»             | 36                     | —                      | —                      | —                      | —                      | —                      | —                      | —                      | —                      | —                      | —                      | —                      | —                      | —                      | —                      | —                      | —                      | —                      |                      |
| 1995                                           | «Don't You Want Me» (перевидання)    | 16                     | —                      | —                      | —                      | —                      | —                      | —                      | —                      | —                      | —                      | —                      | —                      | —                      | —                      | —                      | —                      | —                      | —                      |                      |
| 1995                                           | «Stay with Me Tonight»               | 40                     | —                      | —                      | —                      | —                      | —                      | —                      | —                      | —                      | —                      | —                      | —                      | —                      | —                      | —                      | —                      | —                      | —                      |                      |
| 2001                                           | «All I Ever Wanted»                  | 47                     | —                      | —                      | —                      | —                      | —                      | —                      | —                      | —                      | —                      | —                      | —                      | —                      | —                      | —                      | —                      | —                      | —                      |                      |
| 2003                                           | «Love Me Madly?»                     | —                      | —                      | —                      | —                      | —                      | —                      | —                      | —                      | —                      | —                      | —                      | —                      | —                      | —                      | —                      | —                      | —                      | —                      |                      |
| 2010                                           | «Night People»                       | —                      | —                      | —                      | —                      | —                      | —                      | —                      | —                      | —                      | —                      | —                      | —                      | —                      | —                      | —                      | —                      | —                      | —                      |                      |
| 2010                                           | «Never Let Me Go»                    | —                      | —                      | —                      | —                      | —                      | —                      | —                      | —                      | —                      | —                      | —                      | —                      | —                      | —                      | —                      | —                      | —                      | —                      |                      |
| 2011                                           | «Egomaniac»                          | —                      | —                      | —                      | —                      | —                      | —                      | —                      | —                      | —                      | —                      | —                      | —                      | —                      | —                      | —                      | —                      | —                      | —                      |                      |
| 2014                                           | «Don't You Want Me»                  | 19                     | —                      | —                      | —                      | —                      | —                      | —                      | —                      | —                      | —                      | —                      | —                      | —                      | —                      | —                      | —                      | —                      | —                      |                      |
| «—» ставиться, якщо сингл не потрапив до чарту |                                      |                        |                        |                        |                        |                        |                        |                        |                        |                        |                        |                        |                        |                        |                        |                        |                        |                        |                        |                      |

## Спільні видання
| 1982                                                       | Don't You Want Me/II Miglior Amico - Вихід: - Лейбли: Virgin, Casa Ricordi - Формат: LP - Примітка: спільне видання The Human League і Джорджіо Беттінеллі.                                                        | — | — | — | — | — | — | — | — | — | —  |
| 1983                                                       | Fascination/Telegraph - Вихід: - Лейбл: Virgin - Формат: LP - Примітка: спільне видання The Human League і Orchestral Manoeuvres in the Dark.                                                                      | — | — | — | — | — | — | — | — | — | —  |
| 1984                                                       | Sincerità / The Lebanon - Вихід: - Лейбл: Virgin - Формат: LP - Примітка: спільне видання The Human League і Ріккардо Коччанте.                                                                                    | — | — | — | — | — | — | — | — | — | —  |
| 1990                                                       | Heart Like a Wheel / I've Got You Under My Skin - Вихід: - Лейбл: Virgin - Формат: CD - Примітка: спільне видання The Human League і Нене Черрі.                                                                   | — | — | — | — | — | — | — | — | — | —  |
| 1993                                                       | YMO Versus The Human League - Вихід: 21 квітня - Лейбл: Alfa Records - Формат: CD - Примітка: спільне видання The Human League і Yellow Magic Orchestra.                                                           | — | — | — | — | — | — | — | — | — | 84 |
| 1994                                                       | Tell Me When/Solo Baci - Вихід: - Лейбл: EastWest, CGD - Формат: LP - Примітка: спільне видання The Human League і Dirotta su Cuba.                                                                                | — | — | — | — | — | — | — | — | — | —  |
| 2002                                                       | The Golden Hour of the Future - Вихід: 20 жовтня - Лейбл: Black Melody - Формати: CD - Примітка: компіляція ранніх демозаписів The Future і The Human League.                                                      | — | — | — | — | — | — | — | — | — | —  |
| 2002                                                       | In the Beginning Was Rhythm - Вихід: - Лейбл: Soul Jazz Records - Формат: LP - Примітка: спільне видання The Human League і A Certain Ratio.                                                                       | — | — | — | — | — | — | — | — | — | —  |
| 2002                                                       | Made in Sheffield: The Birth of Electronic Pop - Вихід: - Лейбл: Sheffield Vision Ltd/Slackjaw Film Ltd - Формати: DVD, VHS - Примітка: спільне видання The Human League, Heaven 17, ABC, Cabaret Voltaire и Pulp. | — | — | — | — | — | — | — | — | — | —  |
| «—» ставиться, якщо альбом або сингл не потрапили до чарту | |   |   |   |   |   |   |   |   |   |    |

## Демо
| Рік  | Назва                   | Коментарі |
| ---- | ----------------------- | --- |
| 1978 | The Human League касета | Видання альбому було обмеженим, замовити альбом можна було поштою через лейбл Fast Product. Перші аудіокасети випускалися в рекламних цілях, виключно для ознайомлення аудиторії. На початку 1979 року касета отримала статус напівофіційного релізу, ставши при цьому доступною для замовлення. Авторами всіх треків були Мартін Уер, Ян Крейг Марш і Філіп Окі, за винятком You've Lost That Lovin' Feeling (Спектор, Менн, Вейл), The Dignity of Labour, Dancevision и Toyota City (Уер, Марш).                                                    |
| 1979 | Taverner Tape           | Аудіокасету з демо записано в той момент, коли гурт шукав лейбл для запису своїх творів. Така назва запису з'явилася завдяки появі на аудіокасеті діалогу Окі з самим собою від імені вигаданого телеведучого Джейсона Тевернера. Містить як поп-композиції, так і інструментальні мелодії (Interface і Toyota City). Авторами всіх треків були Мартін Уер, Ян Крейг Марш і Філіп Окі, за винятком You've Lost That Lovin' Feeling (Спектор, Менн, Уейл) і Toyota City (Уер, Марш). Аудіокасета не доступна. Демо-версії пісень також доступні на CD. |

## Інші релізи
Реліз, представлений нижче, гурт видав під псевдонімом The Men. 
| 1979                                                      | «I Don't Depend on You» - Вихід: Липень - Формат: LP - Лейбл: Virgin | — | — | — | — | — | — |
| «—» ставиться, якщо альбом або сингл не потрапив до чарту |                                                                      |   |   |   |   |   |   |

Релізи, представлені нижче, гурт видав під псевдонімом The League Unlimited Orchestra. 
| 1981                                                      | Love and Dancing - Вихід: - Формати: LP, CS, CD - Лейбл: Virgin | 3 | — | — | 20 | — | — | 35 |
| 1982                                                      | Love Action - Вихід: - Формат: LP - Лейбл: Virgin               | — | — | — | —  | — | — | —  |
| «—» ставиться, якщо альбом або сингл не потрапив до чарту |                                                                 |   |   |   |    |   |   |    |

## Відеокліпи
| Рік  | Назва                             | Режисер                    |
| ---- | --------------------------------- | -------------------------- |
| 1979 | «Circus of Death»                 | Рассел Малкехі             |
| 1979 | «Empire State Human»              | Рассел Малкехі             |
| 1981 | «Love Action (I Believe in Love)» | Стів Беррон                |
| 1981 | «Open Your Heart»                 | Браян Грант                |
| 1981 | «Don't You Want Me»               | Стів Беррон                |
| 1982 | «Mirror Man»                      | Браян Даффі                |
| 1983 | «(Keep Feeling) Fascination»      | Стів Беррон                |
| 1984 | «The Lebanon»                     | Саймон Мілн                |
| 1984 | «Life on Your Own»                | Саймон Мілн                |
| 1984 | «Louise»                          | Стів Беррон                |
| 1986 | «Human»                           | Енді Морехен               |
| 1986 | «I Need Your Loving»              | Енді Морехен               |
| 1986 | «Love Is All That Matters»        |                            |
| 1990 | «Heart Like a Wheel»              | Енді Морехен               |
| 1990 | «Soundtrack to a Generation»      | Піт Корніш                 |
| 1995 | «Tell Me When»                    | Енді Морехен               |
| 1995 | «One Man in My Heart»             | Енді Морехен               |
| 1995 | «Filling Up with Heaven»          | Енді Морехен (припускають) |
| 2001 | «All I Ever Wanted»               |                            |
| 2010 | «Night People»                    |                            |
| 2011 | «Never Let Me Go»                 |                            |

## Невиданий матеріал
Ниже перераховано релізи, які офіційно не видавались або взагалі не були видані, у зв'язку з чим в офіційну дискографію гурту не входять.
| Запланована дата | Назва            | Коментарі |
| ---------------- | ---------------- | --- |
| 1981             | The Future Tapes | Невиданий альбом проекту The Future. На хвилі успіху The Human League в 1981 році лейбл Virgin Records вирішив видати і ранній матеріал гурту, записаний ще до приходу туди Філіпа Окі. Однак проти видання цього релізу був Окі, оскільки вважав, що ніхто з поточного на той момент складу прибутку від релізу не отримає, оскільки ніхто з них в його записі участі. Під тиском Окі Virgin Records відмовився від видання релізу, попри оголошений анонс. Частину записів видано лише 2002 року на The Golden Hour of the Future і Dance Like a Star. |
| 1981             | In Darkness      | Неофіційний альбом, випущений Virgin Records або BBC без узгодження з The Human League, внаслідок чого вважається бутлегом. Містить невиданий матеріал з касети Human League 1979 року і записи, зроблені в нічному ефірі BBC Radio One в 1979 році. |

## Саундтреки
Список містить лише ті композиції The Human League, які входили в різні саундтреки, однак гурт не писав їх спеціально для них.
| Рік  | Фільм/Гра                     | Альбом                                                                              | Пісні                                                   |
| ---- | ----------------------------- | ----------------------------------------------------------------------------------- | ------------------------------------------------------- |
| 1982 | «Останній незайманий Америки» | The Original Motion Picture Soundtrack — The Last American Virgin (Special Edition) | «Love Action (I Believe in Love)».                      |
| 1999 | Hunting Venus                 | Hunting Venus — A Soundtrack to the 80s                                             | «Don't You Want Me» «The Sound of the Crowd» «Seconds». |
| 2002 | Grand Theft Auto: Vice City   | Grand Theft Auto Vice City O.S.T — Volume 2: Wave 103                               | «(Keep Feeling) Fascination».                           |
| 2003 | Verschwende deine Jugend      | Verschwende Deine Jugend (Original Motion Picture Soundtrack)                       | «Being Boiled».                                         |
| 2008 | «Прах до праху»               | Ashes to Ashes Original Soundtrack                                                  | «Love Action (I Believe in Love)».                      |
| 2008 | «Син Рембо»                   | Son of Rambow — Music From The Motion Picture                                       | «Love Action (I Believe in Love)».                      |
| 2009 | «Ніндзя-вбивця»               | Ninja Assassin: Original Motion Picture Soundtrack                                  | «Being Boiled».                                         |
| 2009 | «Прах до праху»               | Ashes To Ashes Series 2 Original Soundtrack                                         | «Mirror Man».                                           |
| 2009 | «Минулі дні»                  | Awaydays — The Soundtrack That Inspired A Film                                      | «Being Boiled».                                         |